# Irina Press
Irina Natanovna Press (rusko Ирина Натановна Пресс, ukrajinsko Ірина Натанівна Пресс), ukrajinska atletinja, 10. marec 1939, Harkov, Ukrajina, † 21. februar 2004, Moskva, Rusija.
Pressova je nastopila na Poletnih olimpijskih igrah, v letih 1960 v Rimu in 1964 v Tokiu. Na igrah leta 1960 je osvojila naslov olimpijske prvakinje v teku na 80 metrov z ovirami, na igrah leta 1964 pa v peteroboju. V peteroboju je postavila več svetovnih rekordov.
Tudi njena sestra Tamara je bila atletinja, skupaj sta bili znani kot sestri Press.